# Diva Pacheco
Maria Diva Lucena de Mendonça Pacheco CavMM (Panelas, 2 de março de 1940 — Caruaru, 20 de julho de 2012), foi uma atriz brasileira. 
Estreou na televisão interpretando a temida Sulanca na novela de Miguel Falabella A Lua Me Disse. Seu único e inesquecível papel na TV.
Em 1993, Diva foi admitida pelo presidente Itamar Franco à Ordem do Mérito Militar no grau de Cavaleiro (Dama) especial.
Morreu em 2012, vítima de um acidente vascular cerebral, aos 72 anos.

## Televisão
- 2005 - A Lua Me Disse .... Sulanca

## Cinema
- 1992 - O Crime da Imagem
- 1980 - Boi Misterioso e o Vaqueiro Menino
- 1974 - A Noite do Espantalho

## Teatro
Sua mais importante atuação, no teatro, foi no papel de Maria, a mãe de Jesus, no espetáculo da Paixão de Cristo de Nova Jerusalém, no município de Brejo da Madre de Deus no estado de Pernambuco. A peça é encenada no maior teatro ao ar livre do mundo, por muitos anos dirigida por Plínio Pacheco, seu marido, o idealizador do teatro.